# Domaines de Boulez
Domaines est une composition de Pierre Boulez. Il existe une première version pour clarinette seule datant de 1961 et une deuxième version révisée en 1968 pour clarinette et ensemble instrumental constitué de six groupes (vingt et un instruments) . 
Il existe également une version pour basson.

## Histoire
La pièce originale Domaines pour clarinette seule s'inscrit dans la continuité de la troisième sonate pour piano composée en 1957 et de la pièce pour voix de soprano et orchestre Pli selon pli, portrait de Mallarmé, à laquelle il a travaillé entre 1957 et 1962
, qui concluent la fin d'un cycle créatif. On retrouve des similitudes entre ces trois pièces notamment au niveau mélodique. 
Les premières idées de Domaines remontent à 1959, lorsqu'il avait provisoirement intitulé la pièce Concert ou Labyrinthe en retenant l'idée du "six" et la répartition spatiale, non seulement dans la notation musicale mais aussi dans la disposition en étoile des musiciens dans l'espace de scène. Il semble également qu'une pièce d'ensemble, en plus de la version solo, ait été conçue dès le départ.
Plus tard, Boulez effectue une révision et la transforme en une sorte de concerto y créant six ensembles discrets de un à six musiciens tout en conservant la partie solo originale en 1969.
La version instrumentale solo a été créée le 20 septembre 1968 à Ulm (Allemagne). 
La version instrumentale a été créée le 20 décembre 1968 à Bruxelles par le clarinettiste 
Walter Boeykens à la RTB sous la direction de Pierre Boulez. La version finale a été écrite en 1969.  Michel Portal avec  l'ensemble Musique vivante, dirigé par le compositeur Pierre Boulez a enregistré une version légèrement différente en 1970. La partition solo a été éditée chez Universal Edition en 1970.
Engagé dans un processus de révision permanent, Pierre Boulez a toujours considéré ces pièces comme non terminées.
Une sorte de révision est la pièce pour clarinette et électronique Dialogue de l'ombre double (1982-1985) qui reprend du matériel de la musique d'ensemble de Domaines mais pas de la partie solo.

## Analyse
Domaines constitue une des dernières œuvres partiellement ouvertes du compositeur et comporte deux parties : 
1. Dans une première partie dite  « original » , le  soliste dispose de la liberté d'interpeller sur son chemin dans l'ordre qu'il choisit chacun des six groupes de musiciens disposés de façon circulaire sur  les  sommets  d’un  hexagone  autour  du  chef ; la clarinette basse seule constituant la sixième entité. Cette scénographie génère un dialogue entre « le protagoniste » se déplaçant sur la scène et chacun des groupes sonores ;
2. Dans la seconde partie dite  « miroir », de durée égale, la pièce devient  un miroir dont l'ordre des éléments constitutifs est également ouvert mais cette fois choisi par le chef d'orchestre[6].

Domaines se compose de six cahiers étiquetés de A à F. Chacun de ces "originaux" a une version "miroir", ce qui fait douze cahiers en tout. Chacun d'eux contient à son tour six "cellules" ou fragments. Leur contenu va d'une simple note à quatre lignes denses de musique complexe. L'interprète doit commencer par jouer les six cahiers originaux, en les présentant dans n'importe quel ordre ; puis les six versions miroir sont jouées, toujours dans n'importe quel ordre. Les six cahiers de chaque page peuvent être joués séquentiellement de deux façons, soit verticalement, soit horizontalement. L'interprète se voit proposer un certain nombre de façons différentes de jouer plusieurs des cellules. Celles-ci concernent des marques de tempo alternatives (aucune marque de métronome n'est utilisée), des niveaux de nuance, des trilles optionnels, l'utilisation du vibrato, de la langue flottante et de techniques étendues telles que les doigtés de timbre ou les trilles sur une seule note, l'utilisation de sons aériens et de techniques multiphoniques.
En se limitant aux deux permutations combinatoires des 6 livrets originaux et des 6 livrets miroirs, les « formes   ouvertes » de l'oeuvre    donnent naissance à (6!)2=7202=518400 possibilités de jeu et de déplacements. Néanmoins, certaines combinaisons ont la préférence du compositeur qui n'a pas pu explorer toutes les combinaisons et ont servi aux enregistrements comme l'emploi du quatuor de trombones pour débuter et une terminaison avec la clarinette basse jouant dos au public.

## Instrumentation
- Soliste : clarinette
- Ensemble de 21 instruments : flûte, hautbois, clarinette base, basson, cor, trompette, 4 trombones, marimba, harpe, saxophone alto, guitare, 2 violons, 2 altos, 2 violoncelles, contrebasse

Les 21 instruments sont répartis en 6 groupes étiquetés de A à F correspondant aux livrets:
- A : Un quatuor de  trombones  (un alto, deux ténors et un basse)
- B : Un sextuor à cordes (deux violons, deux altos et deux  violoncelles)
- C : Un duo (marimba et contrebasse)
- D : Un quintette (flûte, trompette, saxophone alto, basson et harpe)
- E : Un trio (hautbois, cor  et guitare)
- F : Une clarinette basse

## Enregistrements (sélection)
- Pierre Boulez : Domaines avec Michel Portal, (Musique d'abord, HMA195930, 1971)[8], ƒƒƒƒ Télérama
- Alain Damiens Plays Stravinsky* - Boulez* - Denisov* - Stockhausen* - Donatoni* - Berio* – Clarinette (Label Adda – 581066, CD, 1988)